# Hapsifera rhodoptila
Hapsifera rhodoptila är en fjärilsart som beskrevs av Edward Meyrick 1920. Hapsifera rhodoptila ingår i släktet Hapsifera och familjen äkta malar.
Artens utbredningsområde är Kenya. Inga underarter finns listade i Catalogue of Life.